# Uri Coronel

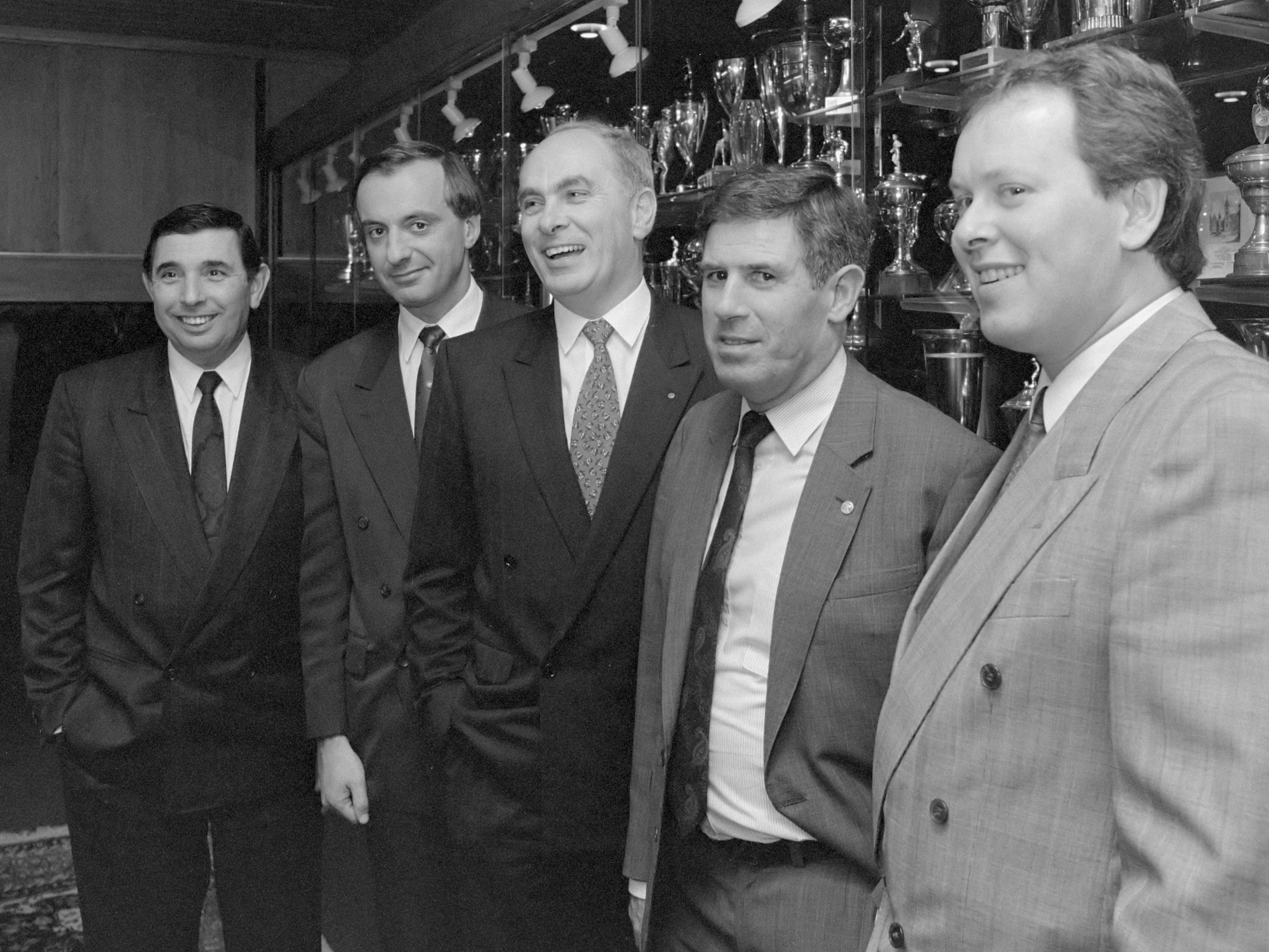
Arie van Os, Uri Coronel, Michael van Praag, André Kraan en Hennie Henrichs (1989)

Maurice Uriel (Uri) Coronel (Amsterdam, 24 december 1946 – aldaar, 18 juli 2016) was een voetbalbestuurder en verzekeringsagent. Hij was van april 2008 tot 25 juli 2011 voorzitter van voetbalclub Ajax.
Coronel groeide op in een joodse familie in Amsterdam. Zijn ouders overleefden de oorlog, maar verloren hun eigen ouders. Thuis werd daar na de oorlog nooit meer over gesproken, vertelde hij in 2014 in een interview in Elsevier. Coronel maakte zich zijn hele leven sterk tegen antisemitisme. Van 1992 tot 2005 was Coronel voorzitter van het bestuur van het Amstelveense Joodse bejaardencentrum Beth Shalom en van 2001 tot 2006 van het Nieuw Israëlietisch Weekblad. Coronel voelde zich zijn hele leven nauw verbonden met de Portugees-Israëlietische Gemeente en werd in het voorjaar van 2015 tot voorzitter van het College van Parnassim benoemd, een functie die hij tot zijn overlijden vervulde.
Coronel was van 1989 tot 1997 bestuurslid van Ajax. Hij was de drijvende kracht achter de verhuizing van De Meer naar stadion de Amsterdam ArenA. In 2007 was hij hoofd van de commissie die onderzoek deed naar het functioneren van de club. Voorzitter John Jaakke kwam er slecht van af en ook algemeen directeur Maarten Fontein moest vertrekken. In april 2008 werd Coronel aangesteld tot voorzitter van Ajax. Met zijn komst had Ajax weer een joodse voorzitter. In die functie verzuimde Coronel gebruik te maken van zijn eigen rapport en hierover kreeg hij frequent kritiek te verwerken.
Als gevolg van spanningen tussen de leiding van de club en clubicoon Johan Cruijff maakten de bestuursleden van Ajax, onder wie Coronel, op 30 maart 2011 bekend hun functie ter beschikking te stellen. Na zijn aftreden werd Coronel benoemd tot erelid van Ajax.
Buiten Ajax werkte Coronel in de verzekeringsbranche. Bovendien bekleedde hij diverse andere nevenfuncties. Hij was voorzitter van de Portugees-Israëlietische Gemeente, voorzitter van de raad van advies Vereniging Nederlandse Assurantiebeurs, vicevoorzitter van de Amsterdamse Sportraad en lid van het bestuur van het Fonds Gehandicaptensport en het Alzheimercentrum VUmc. Hij volgde op 12 november 2013 Frank de Grave op als voorzitter van de raad van toezicht van dierentuin Artis. In april 2014 verscheen zijn autobiografie Uri – mijn leven.
Coronel werd op 18 juli 2016 onwel in een sportschool en overleed onderweg naar het ziekenhuis op 69-jarige leeftijd.